# Heimland
Die brandenburgische Kolonie Heimland ist eine kleine Siedlung, die zur Ortschaft Luhme gehört, das heute in die Stadt Rheinsberg eingemeindet ist. Heimland liegt nur etwa einen Kilometer südlich der Grenze zum Bundesland Mecklenburg-Vorpommern. Die Siedlung hatte am 1. März 2023 39 Einwohner.

## Geschichte
Heimland findet seinen Ursprung in der Gartenstadt-Bewegung der Jahrhundertwende um 1900. Treibende Kraft des völkischen Projekts war Theodor Fritsch (1852–1933), der seine Ideen schon 1896 in seinem Buch „Die Stadt der Zukunft“ publizierte. Ähnliche Pläne wurden durch Aktivisten vegetarischer Gemeinschaften bereits teilweise erfolgreich, wie in der Obstbaukolonie Eden bei Oranienburg, verwirklicht. Eden sollte zum Vorbild für Heimland werden.
Parallel entstanden zu der Zeit in Deutschland Vereine nationalistischer und aus heutiger Sicht rassistischer Prägung, wie z. B. die „Deutsche Erneuerungs-Gemeinde“. Deren Ziele der Züchtung und Auslese mit dem Ziel eines überlegenen Menschen wurden ergänzt durch Vorstellungen eines Gemeinschaftslebens auf unverschuldetem und unverkäuflichem Boden.
Auf dieser Basis wird am 18. Oktober 1908 in Leipzig die „Siedlungsgesellschaft Heimland“ als Genossenschaft mit beschränkter Haftpflicht gegründet. Theodor Fritsch wurde Vorsitzender des Aufsichtsrates. Das 1913 gestaltete Emblem der Siedlungsgesellschaft Heimland trug ein Hakenkreuz im Schriftzug (Heim+land), wie es damals viele völkische Gruppierungen verwendeten. Bereits im Frühjahr 1908 hatten sich 60 Personen aus Sachsen gefunden, die sich nach Fritschs Vorstellungen auf dem Land ansiedeln wollten. Im Juli 1909 kaufte die Siedlungsgesellschaft dann das 450 preußische Morgen große Gut Luhme II in der Nähe von Rheinsberg. Genossenschaftsrecht und Erbbaurecht sollten Bodenspekulationen verhindern.
Das Siedlungsgelände wurde in zwei Kreise aufgeteilt, wobei der innere von den ledigen „Gemeinwirtschaftlern“ gemeinsam bearbeitet werden sollte, der äußere aber für insgesamt 50 Parzellen vorgesehen war, auf denen künftige Siedlerfamilien bauen und wirtschaften sollten. Bereits 1910 entstand ein Gästehaus für Wandervögel und gleichgesinnte Gruppierungen.
Bis zum Ausbruch des Ersten Weltkrieges wurden Häuser nur auf elf Parzellen gebaut. Die Fluktuation war aus verschiedenen Gründen sehr hoch. Alkohol und Tabak war verboten; die Siedler arbeiteten für „einfache Kost“, 3 Mark Taschengeld in der Woche und alle drei Jahre einen „Anteilsschein“ im Wert von 500 Mark. An den Erwerb eines eigenen Heims (1914: 8000 bis 10.000 Mark) war so nicht zu denken. Die Landwirtschaft bestand vorwiegend aus dem Anbau von Roggen, Hafer, Kartoffeln und Futterrüben, Gemüse und Erdbeeren. 1914 gehörten 20 Rinder und 50 Schweine zur Wirtschaft.
Da die Vorstellungen der Siedlerzahl bis 1914 nicht annähernd verwirklicht werden konnten, wurden weder das geplante Altersheim noch eine Schule gebaut.
Der Niedergang der Siedlung begann mit Ausbruch des Ersten Weltkrieges, als viele Siedler und Gemeinwirtschaftler eingezogen wurden oder sich freiwillig zum Kriegsdienst meldeten. Nun wirkte sich besonders prekär aus, dass es in der Siedlung kaum Frauen gab. Nur vier Heimländer kamen aus dem Krieg zurück. 1919 sollte noch ein „deutsches“ Kinderheim entstehen, ebenso eine Siedlerschule, was aber über kümmerliche Anfänge nicht hinauskam. Man musste sich eingestehen, dass der wasserarme Boden nicht die gewünschten Erträge bringen konnte. Die beginnende Inflation bedeutete das Ende der Siedlung. Im April 1922 wurde die Gemeinschaft aufgegeben und das Gut und einige Gebäude verpachtet. Im August 1926 wurde die Liquidation der „Siedlungsgesellschaft Heimland“ beschlossen. 1936 waren die letzten Genossenschaftsanteile ausgezahlt. Erst 1935, noch kurz vor dem Ende wurde die Siedlung auch amtlich „Luhme-Heimland“ genannt.
In der DDR erhielten die in der Anfangszeit angelegten Wege die heutigen Namen Sonnenweg, Tannenweg und Heegeseeweg. Die Siedlungshäuser wurden zum großen Teil als betriebliche Ferienheime genutzt. Dazu entstanden viele weitere Gebäude und Bungalows. Bei den Betrieben handelte es sich um den VEB Stahl- und Walzwerk Hennigsdorf (Gelände südlich des Kapellensees), den VEB Glaswerk Berlin-Stralau und die Konsumgenossenschaft Berlin und Umgegend (ehemaliges Gut Luhme II). Das Gutsgebäude und die Ackerflächen wurden von der Luhmer LPG „Solidarität“ bewirtschaftet.
Nach der Deutschen Wiedervereinigung im Jahre 1990 wurden die Ferienheime aufgegeben. Mehrmals wechselten sie die Besitzer und waren teilweise dem Verfall preisgegeben. Das ehemalige Gut Luhme II und das Gelände am Kapellensee beherbergen heute eine Pension bzw. ein Hotel.
Im Jahr 2022 nahm die Ortschaft, welche inzwischen 35 Einwohner zählt, 150 Ukrainer auf, die aus ihrem Land geflüchtet waren. Sie werden in den Ferienheimen untergebracht.